# Pop Goes the Easel
Pop Goes the Easel (br.: Vamos com calma!) é um filme curta metragem estadunidense de 1935 dirigido por Del Lord. É o sétimo de um total de 190 filmes da série com os Três Patetas produzida pela Columbia Pictures entre 1934 e 1959.

## Enredo
Desempregados durante a Grande Depressão, os Três Patetas usam grandes cartazes nas esquinas nos quais se oferecem para trabalhar. Sem conseguirem nada, Moe resolve mudar de estratégia e apanha algumas vassouras que estavam na frente de uma loja, na intenção de que quando o proprietário os visse varrendo as calçadas, lhes contratassem. Mas o homem pensa que são ladrões de vassouras e chama a polícia que imediatamente inicia uma grande perseguição. Os Patetas entram num prédio para se esconderem e vão parar numa Escola de Artes, quando são confundidos com três estudantes que estavam sendo esperados. Sem poderem sair dali, eles assistem a várias lições de arte e naturalmente cometem vários desastres, acabando por causarem uma grande "guerra de argila" entre os alunos. No final os Patetas levam esculturas na cabeça e ficam desacordados.

## Citações
Larry está na esquina segurando um cartaz no qual se diz um "perito em bridge" (trocadilho de bridge (jogo de cartas) com "bridge" (ponte, em inglês)).  Um homem dentro de um carro para e o interroga gaiatamente:
- Homem: "Perito em Bridge, hein?"
- Larry: "Isso mesmo!"
- Man: "Diga-me...se você segura uma única Dama, o que você faz?"
- Larry: "Bem, aí depende..."
- Man: "Do quê?"
- Larry: "De quanto o Rei demorará para chegar!"

Os Patetas estão disfarçados numa Escola de Artes fugindo da polícia.
- Modelo: "São estudantes desde quando?"
- Larry: "Oh, somos iniciantes."
- Modelo: "Que tal começarmos com "Manhãs de Setembro" (September Morn, pintura de 1912 de Paul Chabas)?
- Curly: "Não, vamos começar agora mesmo!"